# Elecciones municipales de Andahuaylas de 1983
Las elecciones municipales de Andahuaylas de 1983 se llevaron a cabo el 13 de noviembre de 1983 para elegir al alcalde y al Concejo Provincial de Andahuaylas para el periodo 1984-1986. La elección se celebró simultáneamente con elecciones municipales en todo el país.

## Sistema electoral
La Municipalidad Provincial de Andahuaylas es el órgano administrativo y de gobierno de la provincia de Andahuaylas. Está compuesta por el alcalde y el Concejo Provincial.
La votación del alcalde y el concejo se realiza en base al sufragio universal, que comprende a todos los ciudadanos nacionales mayores de dieciocho años, empadronados y residentes en la provincia de Andahuaylas y en pleno goce de sus derechos políticos, así como a los ciudadanos no nacionales residentes y empadronados en la provincia de Andahuaylas.
El Concejo Provincial de Andahuaylas está compuesto por 19 regidores elegidos por sufragio directo para un período de tres (3) años, en forma conjunta con la elección del alcalde (quien lo preside). La votación es por lista cerrada y bloqueada. Se asigna a la lista ganadora los escaños según el método d'Hondt o la mitad más uno, lo que más le favorezca.

## Composición del Concejo Provincial de Andahuaylas
La siguiente tabla muestra la composición del Concejo Provincial de Andahuaylas antes de las elecciones.
| Partidos | Partidos                | Regidores |
| -------- | ----------------------- | --------- |
|          | Acción Popular          | 11        |
|          | Izquierda Unida         | 5         |
|          | Partido Aprista Peruano | 3         |

## Partidos y candidatos
A continuación se muestra una lista de los principales partidos y alianzas electorales que participaron en las elecciones:
| Candidatura | Candidatura | Partidos y alianzas | Candidatos | Candidatos               | Ideología                                               | Resultado previo | Resultado previo | Ref. |
| Candidatura | Candidatura | Partidos y alianzas | Candidatos | Candidatos               | Ideología                                               | Votos (%)        | Reg.             | Ref. |
| ----------- | ----------- | --- | ---------- | ------------------------ | ------------------------------------------------------- | ---------------- | ---------------- | ---- |
|             | AP          | Lista - Acción Popular (AP) |            | Camilo Abuhadba Abedrado | Humanismo Nacionalismo cívico Reformismo                | 54.81%           | 11               |      |
|             | IU          | Lista - Izquierda Unida (IU) – Unión de Izquierda Revolucionaria (UNIR) – Unidad Democrático Popular (UDP) – Partido Socialista Revolucionario (PSR) – Partido Comunista Revolucionario (PCR) – Partido Comunista Peruano (PCP) – Frente Obrero Campesino Estudiantil y Popular (FOCEP) |            | Mariano Luna Rosas       | Marxismo-leninismo Mariateguismo Socialismo democrático | 27.83%           | 5                |      |
|             | APRA        | Lista - Partido Aprista Peruano (APRA) |            | Rómulo Tello Valdivia    | Aprismo                                                 | 17.36%           | 3                |      |
|             | PPC         | Lista - Partido Popular Cristiano (PPC) |            | Gustavo Aguero Jurado    | Conservadurismo social Humanismo Democracia cristiana   | Nuevo            | Nuevo            |      |

## Resultados

### Sumario general
|                        |                                 |              |              |              |           |           |
| Partidos y coaliciones | Partidos y coaliciones          | Voto popular | Voto popular | Voto popular | Regidores | Regidores |
| Partidos y coaliciones | Partidos y coaliciones          | Votos        | %            | ±pp          | Total     | +/−       |
|                        | Acción Popular (AP)             | 4,672        | 38.51        | –16.30       | 11        | ±0        |
|                        | Partido Aprista Peruano (APRA)  | 4,410        | 36.35        | +18.99       | 5         | +2        |
|                        | Izquierda Unida (IU)            | 2,584        | 21.30        | –6.53        | 3         | –2        |
|                        | Partido Popular Cristiano (PPC) | 466          | 3.84         | Nuevo        | 0         | ±0        |
|                        |                                 |              |              |              |           |           |
| Total                  | Total                           | 12,132       |              |              | 19        | ±0        |
|                        |                                 |              |              |              |           |           |
| Votos válidos          | Votos válidos                   | 12,132       | 43.25        | –11.12       |           |           |
| Votos en blanco        | Votos en blanco                 | 4,788        | 17.07        | –0.82        |           |           |
| Votos nulos            | Votos nulos                     | 11,129       | 39.68        | +11.93       |           |           |
| Votos emitidos         | Votos emitidos                  | 28,049       | 63.53        | +13.35       |           |           |
| Abstenciones           | Abstenciones                    | 16,102       | 36.47        | –13.35       |           |           |
| Votantes registrados   | Votantes registrados            | 44,151       |              |              |           |           |
|                        |                                 |              |              |              |           |           |
| Fuente:                |                                 |              |              |              |           |           |

## Elecciones municipales distritales

### Resultados por distrito
La siguiente tabla enumera el control de los distritos de la provincia de Andahuaylas. El cambio de mando de una organización política se resalta del color de ese partido.
| Distrito              | Alcalde(sa) titular         | Partido político | Partido político        | Alcalde(sa) electo(a)         | Partido político | Partido político          |
| --------------------- | --------------------------- | ---------------- | ----------------------- | ----------------------------- | ---------------- | ------------------------- |
| Ancohuallo            | Wilfredo Cavero Nalvarte    |                  | Acción Popular          | Wilfredo Cavero Nalvarte      |                  | Acción Popular            |
| Andarapa              | Virgilio Altamirano Damiano |                  | Acción Popular          | Claudio Aparco Borda          |                  | Acción Popular            |
| Chiara                | Lázaro Peceros Quispe       |                  | Acción Popular          | Félix Cabezas Albites         |                  | Partido Aprista Peruano   |
| Chincheros            | Víctor Gamboa Guillén       |                  | Acción Popular          | Hermes del Pozo Guillén       |                  | Acción Popular            |
| Cocharcas             | Samuel Ramírez Medina       |                  | Acción Popular          | Samuel Ramírez Medina         |                  | Acción Popular            |
| Huancarama            | Alberto Palomino Llerena    |                  | Acción Popular          | Silvio Hernández Buitrón      |                  | Partido Popular Cristiano |
| Huancaray             | Alberto Guizado Céspedes    |                  | Acción Popular          | Federico Baldarrago del Solar |                  | Partido Aprista Peruano   |
| Kishuará              | Demetrio Pichihua Oyola     |                  | Acción Popular          | Demetrio Pichihua Oyola       |                  | Acción Popular            |
| Ocobamba              | Zósimo Torres León          |                  | Acción Popular          | Zósimo Torres León            |                  | Acción Popular            |
| Ongoy                 | Cristóbal Ojeda Rojas       |                  | Izquierda Unida         | Félix Aquise Nahuis           |                  | Partido Aprista Peruano   |
| Pacobamba             | Hernán Aróstegui Serrano    |                  | Acción Popular          | Saturnino Ccoñas Huamán       |                  | Partido Aprista Peruano   |
| Pacucha               | Feliciano Mondalgo Llasacce |                  | Izquierda Unida         | Máximo Ludeña Pacheco         |                  | Izquierda Unida           |
| Pampachiri            | Lizandro Sotelo Rodríguez   |                  | Partido Aprista Peruano | Melania Molina Pacheco        |                  | Acción Popular            |
| Pomacocha             | Marcos Chipana Flores       |                  | Acción Popular          | Jorge Ccaccya Ccopa           |                  | Acción Popular            |
| San Antonio de Cachi  | Teófilo Alarcón Amorin      |                  | Acción Popular          | Gumercindo Peceros Cáceres    |                  | Partido Aprista Peruano   |
| San Jerónimo          | Jehú Altamirano Vargas      |                  | Acción Popular          | Óscar Gonzales Valdivia       |                  | Izquierda Unida           |
| Santa María de Chicmo | Moisés Gonzales Córdova     |                  | Acción Popular          | Aparicio Mariño Cáceres       |                  | Partido Aprista Peruano   |
| Talavera              | Efraín Ambía Ludeña         |                  | Acción Popular          | Julio Cárdenas Peñaloza       |                  | Izquierda Unida           |
| Tumay Huaraca         | Manuel Barrientos Ccaccya   |                  | Acción Popular          | Teófilo Taipe Astoquillca     |                  | Acción Popular            |
| Turpo                 | Julián Uquichi Mañuico      |                  | Acción Popular          | Jorge Herbas Maucaylle        |                  | Acción Popular            |